# Charter Arms
Charter Arms Co. est un fabricant américain de revolvers. Depuis sa création en 1964, Charter Arms a produit des revolvers dans les calibres suivants : .22 Long Rifle, .22 Winchester Magnum, .32 Long, .32 H&R Magnum, .327 Federal Magnum, .38 Special, .357 Magnum, 9 × 19 mm Parabellum, .40 Smith & Wesson, .41 Magnum, .44 Special, .45 ACP, et .45 Colt.
Les revolvers les plus célèbres fabriqués par Charter Arms sont le .44 Special Bulldog et le .38 Special Bulldog Pug.

## Histoire
Douglas McClenahan, un jeune concepteur d'armes qui avait auparavant travaillé pour Colt, High Standard (en) et Sturm Ruger, fonde Charter Arms en 1964 pour produire des armes de poing. L'usine est située à Bridgeport, dans le Connecticut, et son premier revolver est un modèle à cinq coups appelé "Undercover", chambré en .38 Special. L'innovation de McClenahan consiste à ne pas utiliser les plaques latérales fabriquées par d'autres fabricants de revolvers, mais à opter pour une monture d'une seule pièce, ce qui donne au nouveau revolver une solidité qui lui permet de tirer en toute sécurité des charges élevées. McClenahan réduit également le nombre de pièces mobiles (en) utilisées dans l'arme et crée un dispositif de sécurité à barre de transfert (de) pour le percuteur, qui sera plus tard copié par des fabricants tels que Ruger et Colt. En 1967, David Ecker, l'ami de toujours de McClenahan, devient copropriétaire de Charter Arms.
La production est ensuite transférée à Stratford dans le Connecticut, et quelques années plus tard, en 1978, Doug McClennahan prend sa retraite de Charter Arms. David Ecker devient l'unique propriétaire de l'entreprise et fait entrer son fils, Nick, comme copropriétaire pour remplacer McClenahan. En 1988, la société est rachetée par Jeff Williams, qui la rebaptise "CHARCO" et déplace la production à Ansonia, dans le Connecticut. En 1996, l'entreprise dépose le bilan et, deux ans plus tard, ferme ses portes. Cependant, le design et la marque Charter sont ressuscités deux ans plus tard par Nick Ecker et deux autres investisseurs, qui relancent la société sous le nom de "Charter 2000", en déplaçant les opérations à Shelton, dans le Connecticut. Basant leur nouvelle ligne d'armes sur le design de base de Charter Arms, la nouvelle société apporte quelques améliorations telles que l'utilisation d'un canon et d'un guidon en une seule pièce. Les canons monoblocs des nouveaux modèles sont usinés avec huit rainures au lieu de six pour une plus grande vitesse, une trajectoire plus plate et une meilleure précision. Les nouveaux modèles sont dotés d'un système de chien complètement bloqué, de sorte que l'arme ne peut pas tirer si la détente n'est pas maintenue en position arrière complète.
Outre la réintroduction du .38 Special Undercover et du .44 Special Bulldog, Charter 2000 produit des revolvers chambrés en .22 Long Rifle/.22 Magnum (le Pathfinder), .357 Magnum (le Mag Pug) et .38 Special (le Off-Duty et le Police Bulldog). En 2005, Charter 2000 annonce qu'elle va déposer le bilan, imputant ses difficultés financières aux coûts associés aux procès de nuisance (sv). Une fois la société sortie de la faillite, elle est rebaptisée "Charter Arms", nom sous lequel elle est encore connue aujourd'hui. En septembre 2005, MKS Supply conclut un accord avec Charter Arms en vertu duquel MKS Supply se chargerait des ventes, du marketing et de la distribution pour Charter Arms. En 2008, Charter Arms met sur le marché les nouveaux revolvers Patriot. Les revolvers Patriot sont chambrés pour le .327 Federal Magnum, et sont disponibles en modèles 2,2" ou 4" en acier inoxydable. Depuis août 2011, le site Internet de Charter Arms ne mentionne plus ce modèle dans la catégorie des produits.
Toujours en 2008, Charter Arms annonce un nouveau revolver : le Charter Arms Rimless Revolver. Ce nouveau revolver est capable de charger et de tirer des cartouches rimless telles que le 9 mm, le .40 S&W et le .45 ACP sans avoir recours à des clips lunaires. Initialement, le revolver devait être expédié au début du printemps, mais des problèmes signalés concernant les brevets ont retardé son introduction. Charter Arms fixe la date de sortie du CARR à avril 2009. Cependant, Charter Arms ne respecte pas ce délai et les représentants de l'entreprise proposent une date de sortie fin juillet 2009. Le CARR, qui ensuite appelé Pitbull, est finalement produit en août 2011. Les premiers modèles Pitbull ont un canon de 2,3 pouces et sont chambrés pour la cartouche .40 S&W, car il s'agit de la cartouche la plus populaire auprès des forces de l'ordre américaines, ce qui permet au Pitbull d'être utilisé comme arme d'appoint pour le pistolet de service .40. En octobre 2010, MKS cesse de vendre et de commercialiser Charter Arms. Charter a maintenant repris la fonction de vente et de marketing. Lors du SHOT Show 2018, Charter présente le .41 Remington Magnum Mag Pug et le .45 Colt Bulldog XL.

## Produits
- Bulldog : .44 Special

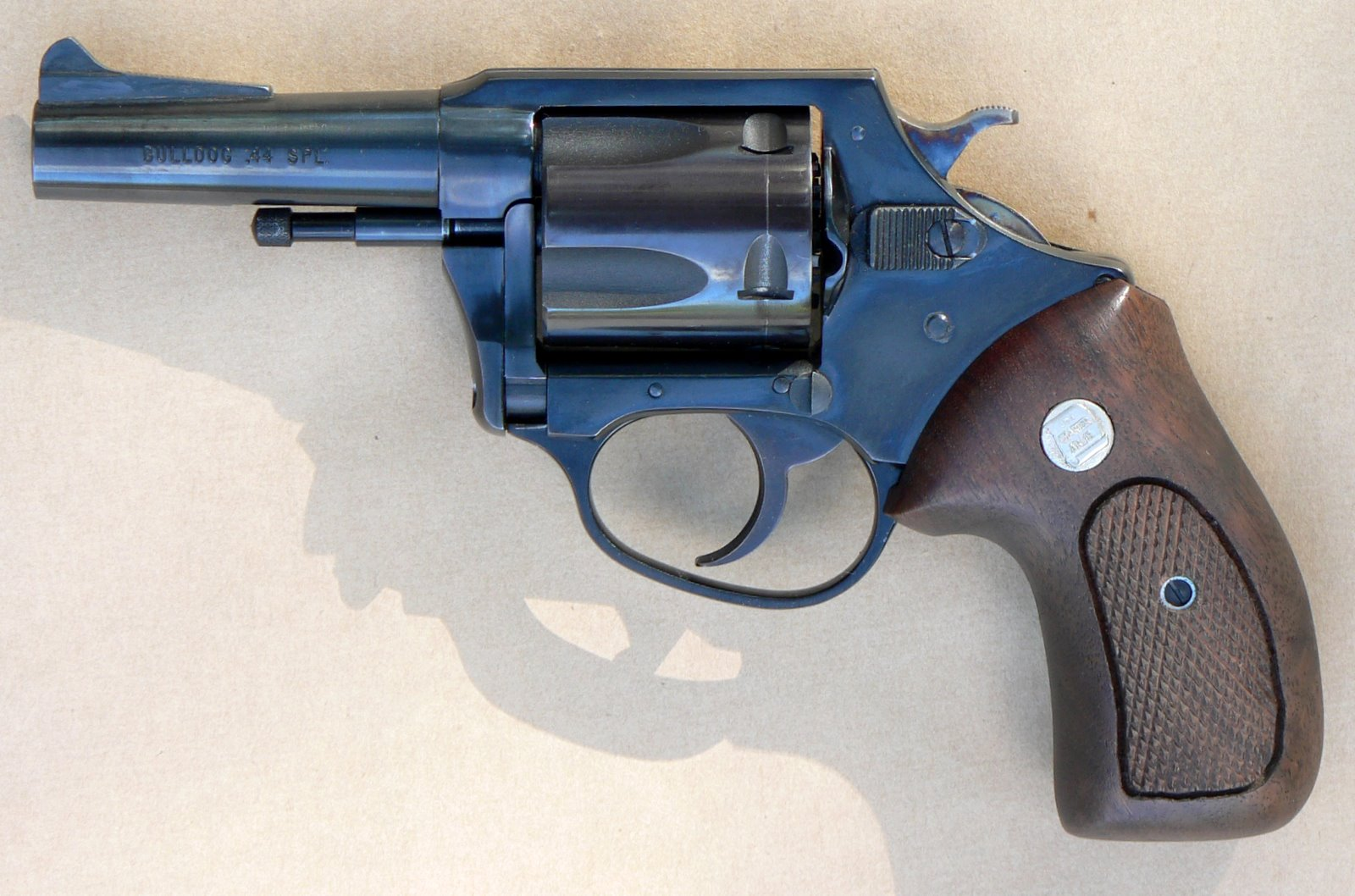
Charter Arms Bulldog .44 Special

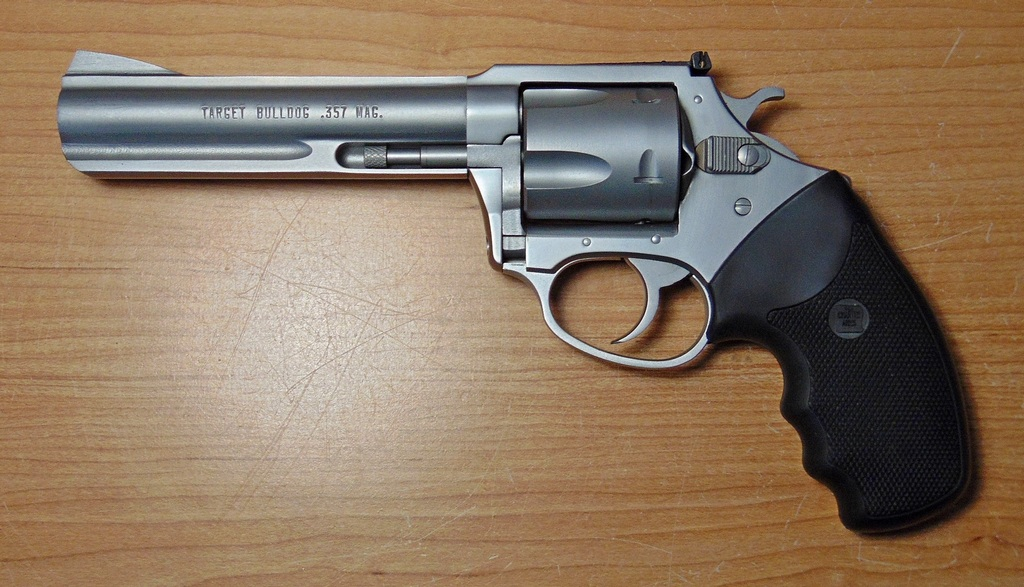
Charter Arms Target Bulldog .357 Magnum

- Bulldog XL/Bulldog .45 Colt : .45 Colt
- Target Bulldog : .357 Magnum
- Undercover : .38 Special
- Undercoverette : .32 H&R Magnum
- Professional : .32 H&R Magnum et .357 Magnum
- Mag Pug : .357 Magnum et .41 Magnum (Variante en calibre .41 abandonnée)
- Patriot : .327 Federal Magnum (abandonné)
- Pathfinder : .22 LR et .22 Magnum
- Off Duty : .38 Special (similaire à l'Undercover, mais avec un marteau bobiné et pesant 340 g)
- Dixie Derringer : .22 LR et .22 Magnum
- Pitbull : 9 × 19 mm Parabellum, .40 S&W, et.45 ACP (même cadre que Bulldog et Pug)
- Southpaw : .38 Special (similaire à Undercover, mais conçu pour les tireurs gauchers)[6].

## Usages criminels
- Un modèle Charter Arms "Undercover" .38 Special a été utilisé par Arthur Bremer pour tenter d'assassiner George Wallace en 1972 ;
- Le revolver Bulldog .44 Special a acquis une certaine notoriété après avoir été utilisé par le tueur en série David Berkowitz, lors de sa série de meurtres[7] ;
- Un modèle Charter Arms "Undercover" .38 Special est utilisé par Mark David Chapman pour assassiner John Lennon le 8 décembre 1980[8],[9] ;
- Un Charter Arms "Undercover" .38 Special est utilisé par Mumia Abu-Jamal lors du meurtre de l'officier de police Daniel Faulkner (en) le 9 décembre 1981 ;
- Un Charter Arms "Undercover" est utilisé par Van Brett Watkins Sr. pour assassiner Cherica Adams, la petite amie de l'ancien receveur des Carolina Panthers, Rae Carruth, lors d'une fusillade en 1999[10];
- Un Charter Arms .38 Special est utilisé pour le meurtre de Phil Hartman.